# Дахновский, Виталий Олегович
Вита́лий Оле́гович Дахно́вский (укр. Віталій Олегович Дахновський;  род. 10 февраля 1999, Пятница, Львовская область) — украинский футболист, полузащитник клуба «Буковина».

## Биография
Воспитанник «Львова», в футболке которого с 2011 по 2016 год выступал в ДЮФЛУ. Во взрослом футболе дебютировал в сезоне 2016/17 годов в составе Львова, который играл в любительском чемпионате Украины. Сезон 2017/18 годов начал в составе «Львова» во Второй лиге Украины. Дебютировал за «горожан» во Второй лиге 15 июля 2017 в победном (4:3) домашнем поединке 1-го тура Второй лиги против черновицкой «Буковины». Виталий вышел на поле на 76-й минуте, заменив Юрия Шпирко. Во время зимнего перерыва выше указанного сезона перебрался в «Верес». Выступал за юношескую и молодежную команду клуба.
Затем выехал за границу, где играл за любительский клуб «Космос» (Новотанец). 1 июля 2019 подписал контракт с «Вислой» (Сандомир), в футболке которого выступал за 23 августа 2020 года. После этого вернулся в Украину, где заключил договор с «Вересом».
В футболке ровенского клуба дебютировал 21 сентября 2020 в победном (3:0) домашнем поединке 3-го тура Первой лиги Украины против франковского «Прикарпатья». Дахновский вышел на поле в стартовом составе и отыграл весь матч, на 45-й минуте отличился дебютным голом за «Верес», а на 59-й минуте получил желтую карточку.

## Достижения
«Верес»
- Победитель Первой лиги Украины: 2020/21